# Wiebelsdorf
Wiebelsdorf là một đô thị ở huyện Greiz, ở bang Thüringen, Đức. Đô thị này có diện tích 7,26 km², dân số thời điểm ngày 31 tháng 12 năm 2006 là 278 người.